# Carl Wilhelm August Groos House
La Carl Wilhelm August Groos House est une maison américaine située à San Antonio, au Texas. Construite en 1880, elle relève du district historique de King William, lequel est inscrit au Registre national des lieux historiques depuis le 20 janvier 1972. Elle fait par ailleurs partie des Recorded Texas Historic Landmarks depuis 1977.